# Huile de noyaux
L’huile de noyaux est une huile extraite à partir des noyaux de certains fruits ou oléagineux dont l'abricot, les pépins de raisins, les noyaux d'olives, de cerises, de dattes, etc.

## Sources